# Station Choceň
Station Choceň is een belangrijk spoorwegstation in de Tsjechische stad Choceň, in de gelijknamige gemeente. Bij het station komen spoorlijnen uit het noorden (richting Hradec Králové) en het zuiden (richting Litomyšl) uit op de grote spoorlijn 010, die van Praag naar het oosten loopt.

## Treinverkeer
De volgende spoorverbindingen gaan vanaf/naar het station Choceň:
- lijn 010: Choceň - Pardubice - Kolín (verder naar Praag)
- lijn 010: Choceň - Česká Třebová (verder naar Olomouc en Brno)
- lijn 018: Choceň - Litomyšl
- lijn 020: Choceň - Hradec Králové - Velký Osek (verder naar Praag)

Kolín · Kolín dílny · Starý Kolín · Záboří nad Labem · Týnec nad Labem · Kojice · Chvaletice · Řečany nad Labem · Lhota pod Přeloučí · Přelouč · Valy u Přelouče · Pardubice-Opočínek · Pardubice-Svítkov · Pardubice hlavní nádraží · Pardubice-Pardubičky · Pardubice-Černá za Bory · Kostěnice · Moravany · Uhersko · Sedlíšťka · Zámrsk · Dobříkov u Chocně · Sruby · Choceň · Brandýs nad Orlicí · Bezpráví · Ústí nad Orlicí · Ústí nad Orlicí město · Dlouhá Třebová · Česká Třebová